# Медиа Линк
„Медиа Линк“ АД е българска компания, чиято основна дейност се състои в представляване на чужди телевизионни канали за България и осъществяване на дублажи на чужди програми. От около 2000 г. фирмата е представител на Fox Kids (по-късно Jetix) и National Geographic.
От 2007 г. „Медиа Линк“ започва да извършва дублиране на различни сериали, най-вече за „Диема Вижън“, а от октомври същата година – и за Jetix. В края на 2008 г. преводът на документалните филми по National Geographic Channel България преминава от субтитри към дублаж (отново извършен от „Медиа Линк“), а малко по-късно, през месец декември, всички анонси на телевизията също започват да звучат на български език. Същото се очаква да стане и с Jetix, но тъй като компанията „Уолт Дисни“ решава да го преобразува в Disney Channel, пълната локализация е завършена едва след промяната.
В дублажите на „Медиа Линк“ участват различни актьори, но обикновено по тях работи един от следните режисьори на дублажа: Петя Силянова, Михаела Минева, Милена Манчева, Мария Ангелова, Дора Ангелова, Добрин Добрев, Василка Сугарева, Албена Павлова, Емил Кръстанов, Илияна Накова и др.